# SMS, des rêves plein la tête
SMS, des rêves plein la tête (SMS, sin miedo a soñar) est une série télévisée espagnole en 185 épisodes de 22 minutes créée par Daniel Écija, Ernesto Pozuelo et Carmen Ortiz et diffusée entre le 7 juillet 2006 et le 30 mars 2007 sur la chaîne La Sexta.
En France, seuls les 60 premiers épisodes sont diffusés à partir du 13 juillet 2010 sur Téva et en clair depuis le 4 juillet 2011 sur W9.

## Synopsis
C'est l'histoire d'un groupe d'adolescents, plutôt bourgeois, dont la vie va changer brusquement après l'arrivée d'un jeune délinquant dans leur quartier. Le contraste entre les deux mondes, avec les relations sentimentales du groupe d'adolescents, sont la trame d'une série juvénile qui ajoute un nouvel élément au genre : une trame de thriller, liée à un mystérieux assassinat dans lequel les trois protagonistes se voient mêlés. Au fil des épisodes, le public contemplera la naissance d'un groupe de musique, l'investigation du crime, une romance impossible et, en définitive, la transformation de la vie d'une bande de jeunes qui commencent à se pencher sur la vie...

## Fiche technique
- Titre original : SMS (Sin Miedo a Soñar) (traduction : sans peur de rêver)
- Titre français : SMS, des rêves plein la tête
- Genre : comédie dramatique
- Pays : Espagne
- Cadre spatio-temporel : réaliste, contemporain
- Dates de diffusion originale : du 7 juillet 2006 au 30 mars 2007 sur la chaîne espagnole La Sexta
- Dates de diffusion française : du 13 juillet 2010 au 6 août 2010 sur Téva (terminée au bout de 60 épisodes)
- Nombre de saisons : 2
- Nombre d'épisodes : 60 (le dernier est en deux parties)
- Durée d'un épisode : 24 minutes en moyenne
- Créateurs : Daniel Écija, Ernesto Pozuelo, Carmen Ortiz
- Producteurs : Daniel Écija, Ernesto Pozuelo
- Société de production : Globo Media, S.A.
- Réalisateurs : Guillermo Fernández Goizard, Javier Jiménez, Rafael Carvajal, Marco Castillo

## Distribution

### Acteurs principaux
- Lola Marceli (es) (VF : Juliette Degenne) : Cristina Gómez-De Iridutia, "Cris"
- Javier Albalá (es) (VF : Constantin Pappas) : David Llorens
- Raúl Peña (VF : Didier Cherbuy) : Eduardo Sánchez Díaz, "Edu"
- Amaia Salamanca (VF : Barbara Beretta) : Paula Dejardains Gómez-De Iridutia
- María Castro (es) (VF : Sandra Valentin) : Lucía Jimeno
- Mario Casas (VF : Hervé Grull) : Javi Llorens
- Aroa Gimeno (es) (VF : Céline Ronté) : Sonia Delgado Jarana
- Yon González (VF : Yann Peira) : Andrés
- Guillermo Barrientos (es) (VF : Charles Pestel) : Francisco Delgado Jarana, "Paco"
- Josep Linuesa (es) (VF : Pierre Tessier) : Gonzalo
- Antonio Hortelano (es) (VF : Yoann Sover) : Juan
- Virginia Rodríguez (VF : Magali Rosenzweig) : Luisa
- María León (VF : Laurence Sacquet) : Leticia, "Leti"
- Pablo Penedo (VF : Adrien Antoine) : Sebastián, "Sebas"
- María Cotiello : Eva
- Sergio Mur : Pedro

### Acteurs secondaires
- Jesús Ruyman (VF : Patrick Préjean) : Pepe Delgado
- Alejandra Torray (VF : Dorothée Jemma) : Julia Jarana
- JPelirrojo : Johny
- Adrián Moreno : Alex
- Jesús Sánchez : Jesús
- Erika Sanz : Jenny
- Martiño Rivas : Moisés
- Manuel Andrés : Aurelio
- Manuela Burló (es) : Miriam
- Marta Hazas : Vicki
- Sara Casasnovas : Sara

## Épisodes

### Première saison (2006)
1. C'est la rentrée
2. La belle et le voyou
3. L'effrontée
4. La déclaration
5. Rencards et déboires
6. Le bon samaritain
7. Mauvais film
8. Projection privée
9. Le bouc émissaire
10. Roméo et Juliette
11. L'école buissonnière
12. Jalousie
13. La fiesta
14. Faux-semblants
15. Dérapages
16. Lendemain difficile
17. Coups de sang
18. Une seconde chance
19. Mères, filles, mode d'emploi
20. Le concert
21. L'adieu
22. Tel est pris...
23. Suspicions
24. Les innocents
25. Jeux dangereux
26. Vols en série
27. Le plan drague
28. La roue tourne
29. Le gendre idéal
30. Toute première fois
31. Chantages
32. La dérive des sentiments
33. La clé des champs
34. Retour aux sources
35. Les guerrières de l'amour
36. Cœurs fragiles
37. J'aurais voulu être une actrice
38. Le coup monté
39. Les enfants terribles
40. Pars avec moi
41. Une de trop
42. Confessions intimes
43. Guet-apens
44. Le seigneur de Lucia
45. La nouvelle star
46. Retour à la case départ
47. Rock 'n' roll attitude
48. La grande évasion
49. Emmène-moi
50. Sous étroite surveillance
51. Entre la vie et la mort
52. Amnésie
53. Paco VS Jenny
54. L'arnaqueur
55. Paranoïa
56. Baby-boom
57. Famille, je vous hais
58. Les kidnappeurs
59. De l'ombre à la lumière
60. Les masques tombent

## Anecdotes
- À l'instar de Upa Dance (groupe issu de la série Un, dos, tres), le groupe créé dans SMS, des rêves plein la tête a également sorti un album et fait des représentations en Espagne.
- C'est la deuxième collaboration entre Raúl Peña et Erika Sanz. Les deux acteurs travaillaient ensemble dans la série Un, dos, tres.